# Хильчицька волость
Хильчицька волость (Очкинська) — історична адміністративно-територіальна одиниця Новгород-Сіверського повіту Чернігівської губернії з центром у селі Хильчичі (Очкине).
Станом на 1885 рік складалася з 10 поселень, 17 сільських громад. Населення — 8183 особи (4133 чоловічої статі та 4050 — жіночої), 1437 дворових господарства.
|                     | Площа, десятин | У тому числі орної, дес. |
| ------------------- | -------------- | ------------------------ |
| Сільських громад    | 14510          | 10187                    |
| Приватної власності | 17341          | 7917                     |
| Іншої власності     | 191            | 111                      |
| Загалом             | 32042          | 18383                    |

Найбільші поселення волості на 1885 рік:
- Очкине — колишнє власницьке село при річці Десна за 30 верст від повітового міста, 843 особи, 124 двори, православна церква, школа, 2 вітряних млини. За 8 верст — дігтярний завод. За 10 верст — водяний млин і лісопильний завод. За 11 верст — цегельний завод.
- Бирин — колишнє державне село при річці Торкна, 1503 особи, 308 дворів, православна церква, постоялий будинок, 16 вітряних млини, крупорушка.
- Глазов — колишнє державне село при річці Бичиха, 1301 особа, 255 дворів, православна церква, 11 вітряних млинів, крупорушка.
- Журавка — колишнє державне село при річці Бичиха, 628 осіб, 105 дворів, православна церква, 2 вітряних млини, крупорушка.
- Кренидівка — колишнє державне й власницьке село при річці Свига, 713 осіб, 126 дворів, православна церква.
- Кривоносівка — колишнє державне й власницьке село, 435 осіб, 157 дворів, православна церква, школа, постоялий будинок, водяний і 2 вітряних млини, цегельний завод.
- Мефедівка — колишнє державне й власницьке село, 1223 особи, 220 дворів, православна церква, школа, лавка, 11 вітряних млинів, крупорушка.
- Хильчичі — колишнє державне й власницьке село при річці Бичиха, 793 особи, 132 двори, православна церква, школа, 2 вітряних млини, крупорушка.

На початку 1890-х волосне правління перенесено до села Хильчичі й назву волості змінено на Хильчицька.
1899 року у волості налічувалось 16 сільських громад, населення зросло до 11 906 осіб (5966 чоловічої статі та 5940 — жіночої).